# 奧列尼奧克河
奧列尼奧克河（羅馬化：Olenyok），雅庫特族與埃文基族謂之鄂倫河（羅馬化：Ölöön，羅馬化：Olon），是俄羅斯北部的主要河流，位於勒拿河以西，發源自中西伯利亞高原北部，向東北流入拉普捷夫海。河道全長2,292公里，其中1,000公里的河道可讓船隻航行。奧列尼奧克河平均流量每秒1,210立方米，每年有超過8個月被冰封。